# بيت القفل
بيت القفل؛ هو عبارة عن بيت صغير مستطيل الشكل ومبني من الحجر ومسقوف بشجر السمر المغطى بخلطة من الحصى والطين وبعض أنواع الحجارة. تنخفض أرضية البناء في الداخل بنحو متر عن الخارج، ويخصص جانب للمعيشة، ويتعذر الدخول إلى البيت إلا زحفاً على الركبتين.
ومن أشهر المحافظات التي عرفت بهذا النمط المعماري هي محافظة مسندم.
وتميزت المباني في هذه المحافظة قديمًا وتحديدًا في المناطق الجبلية بعمارة فريدة من نوعها في البناء والتصميم، وسمي بـ”بيت القفل”؛ وهو من البيوت الأثرية القديمة بالمحافظة التي تمتاز بتصميمها في البناء ومتانتها ومكوناتها، فكانت ملاذًا آمنًا ومناسبًا في ظل الظروف الطبيعية والجغرافية الوعرة وعوامل الطقس المتغيرة.

## سبب التسمية ببيت القفل
يعود سبب تسمية هذا النوع من البيوت بهذا الاسم؛ لوجود نظام قفل خاص به فهو يحوي قفلين يمكنان صاحب البيت من التحكم فيه بشكل أكبر ولحفظ البضائع بالداخل عند مغادرة صاحب البيت في فصل الصيف إلى السواحل ويتميز بيت «القفل» بأمرين: الأول أن حجارة وصخور وجدران «القفل» تكون مرصوفة بشكل متلاصق يربطها ويلحمها بعضها بالبعض الآخر «الجص» أو «الطين» وما يسمونه «طين المقطع» الذي يقوم مقام الإسمنت في البناء الحديث في سد الثغرات الموجودة بين الحجارة، أما الأمر الثاني فهو أن غرفة النوم في بيت «القفل» وهي عادة غرفة واحدة رئيسية تنام فيها العائلة كلها تكون محفورة داخل الأرض بعمق متر تقريبا، كي تساعد على حماية النائمين من البرد الشديد وعواصف الجبال والهواء البارد أيام الشتاء.

## مميزات بيت القفل
من أهم ما يميز بيت القفل هو تصميمه بطريقة خاصة ومناسبة لظروف الطقس المختلفة، إذ يُصنع بابه من خشب السدر الذي يتميز بقوته الشديدة، إضافة إلى مستوى الحماية في هذا الباب عالية، فهو لا يفتح إلا بأيدي أصحابه الذين يعرفون أسرار قفله، كما تصنع مفاتيح تلك البيوت بطريقة خاصة يصل فيها ارتفاع المفتاح إلى الذراع، ويحفظ في مكان خاص يعرفه أهل البيت فقط، وإذا فُقد المفتاح ولم يجده أهل البيت فليس أمامهم حل سوى كسر الباب.

## مراحل بناء بيت القفل

### المرحلة الأولى
تبدأ أولى مراحل بناء بيت القفل بحفر حفرة بيت القفل على شكل مربع أو حسب رغبة مالك البيت في شكلها أو عمقها وعادة تكون شكل مستطيل بعمق متر فإذا تم هذا باشروا بحفر أساس البيت وهو الأساس الذي ستقوم عليه جدران البيت الأربعة فبيت القفل عامة مربع الشكل وتوجد في داخله دكتين يفصل بينهما مكان الجلوس وتحضير الطعام أي أن تصميم البيت مكون من دكتين مرتفعتين تتوسطهما مساحة الجلوس أي استقبال الضيوف وصنع الطعام فإذا تم تكديس الصخور التي ستبنى بها الحيطان، فحينذاك يقومون بتهيئة «الجص» الذي يصنعونه في محارق خاصة وهو المادة التي تمسك وتشد الحجارة بعضها إلى البعض الآخر أو أن يستعملوا بدلا عنه «الطين» وهو مادة طينية حمراء شديدة التماسك تصلح للبناء، وأحسنه ما يسمى «طين المقطع». فإذا وضعوا حجر الأساس ارتفعوا بالبناء بأن يضعوا حجرا جنب حجر بشكل هندسي ويملأون الثغرات بينهما بالجص أو بطين المقطع فيتماسك الحجر ويرتفع الحائط محافظين على استقامته وعدم بروز أحجار منه لئلا يميل ويسقط.

### المرحلة الثانية
بسبب ضخامة حجم الأواني الفخارية التي يستخدمها سكان المناطق الجبلية لتخزين الطعام، فإنه يتم البدء بوضعها في البيت قبل الشروع في بناء السقف، فإذا ارتفعت الجدران ووصلت إلى أعلى من قامة الإنسان بدأوا بإدخال الأواني الفخارية «الخرس» الذي تحفظ به الحبوب والتمر والعسل وغيرها ثم يعمدون إلى السقف ويباشرون بتهيئة المواد التي يصنع منها ليقوموا بالتسقيف وتتكون مواد التسقيف عادة من أخشاب شجر السدر القوي ويسمونه «علبة»، وتوضع أخشاب السدر بشكل متراص على حيطان البيت لتكون المرحلة الأولى من عمل التسقيف.
فإذا تم هذا رصوا فيما بينها وشدوها بعضها بالآخر ثم جهزوا أحجارا صخرية صغيرة اسمها (الصفي) تصف ما بين (العلب) أي خشب السدر المتراص. وبعد ذلك يهيئون (الغيلة) وهي خلطة تصنع من الطين الأحمر والتبن وعيدان ورق شجر (السخبر) تخلط بالماء جيدا فتصبح كثيفة ومتماسكة وتفرش جيدا على خشب السدر والحصى الصغير الموجود بينهما حتى تسد كافة الثغرات والتشققات فإذا انتهوا من هذا العمل فرشوا ترابا بارتفاع قدم إلى قدمين فوق الغيلة فيصير السقف قويا يتحمل زخات المطر الكثيف فلا يترشح منه الماء إلى داخل البيت كما أنه يتحمل ثقل أهل البيت إن هم رغبوا بالمنام فوق سطح المنزل صيفا ويكون السقف مائلا قليلا إلى الخلف كي يتخلصوا من ماء المطر إذا تجمع فوقه وذلك ببناء (التسنيفة) وهو الحاجز الذي يحصر ماء المطر ويؤدي به إلى المرزاب لينسكب الماء إلى الخارج وتصنع التسنيفة من صف الحجارة واحدة جنب الأخرى فوق السقف وعلى مداره ويخرج جزء منها إلى الخارج ويثبت في أجزائها حجر عريض هو المرزاب الذي (ينسف) الماء أي يقذف به إلى الخارج ويسمى أقشوع القفل - فإذا تم بناء السقف انصرفوا إلى سد شقوق حيطان القفل من الداخل بالطين الأحمر المخلوط بالتبن وشعر الماعز فيسدون به الفتحات الصغيرة التي قد تظهر ويطلون به ما بين الأحجار لضمان عدم تسرب الهواء البارد أو مياه الأمطار منها.

### طريقة صناعة القفل
يصنع من خشب السدر المربوط بالمسامير الحديدية القوية، والباب مكون من صفيحتين وأحيانا من صفيحة واحدة ولكل باب مفتاحان واحد اسمه (العلق) ويفتح المعلقة (القفل الداخلي للبيت) والثاني اسمه (لمفرية) وتكون أسفل الباب وتفتح بطريقة خاصة ومعقدة لا يعرفها إلا صاحب البيت.

### نظام التهوية في بيت القفل
توجد فتحة في سقف المنزل للتهوية تقع في زاوية المطبخ من غرفة الجلوس ويسمى (مصباح) أو (الفغل) يسمح بدخول النور ومنه يخرج دخان المطبخ أيضا ويسدونه عادة بأغصان نبات العنزروت ذي الأشواك التي تمنع دخول الثعابين والجرذان والحشرات إلى الداخل.

## وصلات خارجية
- وزارة الإعلام (عمان)
- مسندم (محافظة)